# Познанська астрономічна обсерваторія
Астрономічна обсерваторія університету імені Адама Міцкевича в Познані – астрономічна обсерваторія, що знаходиться в Познані в районі Погодно і належить Університету імені Адама Міцкевича.

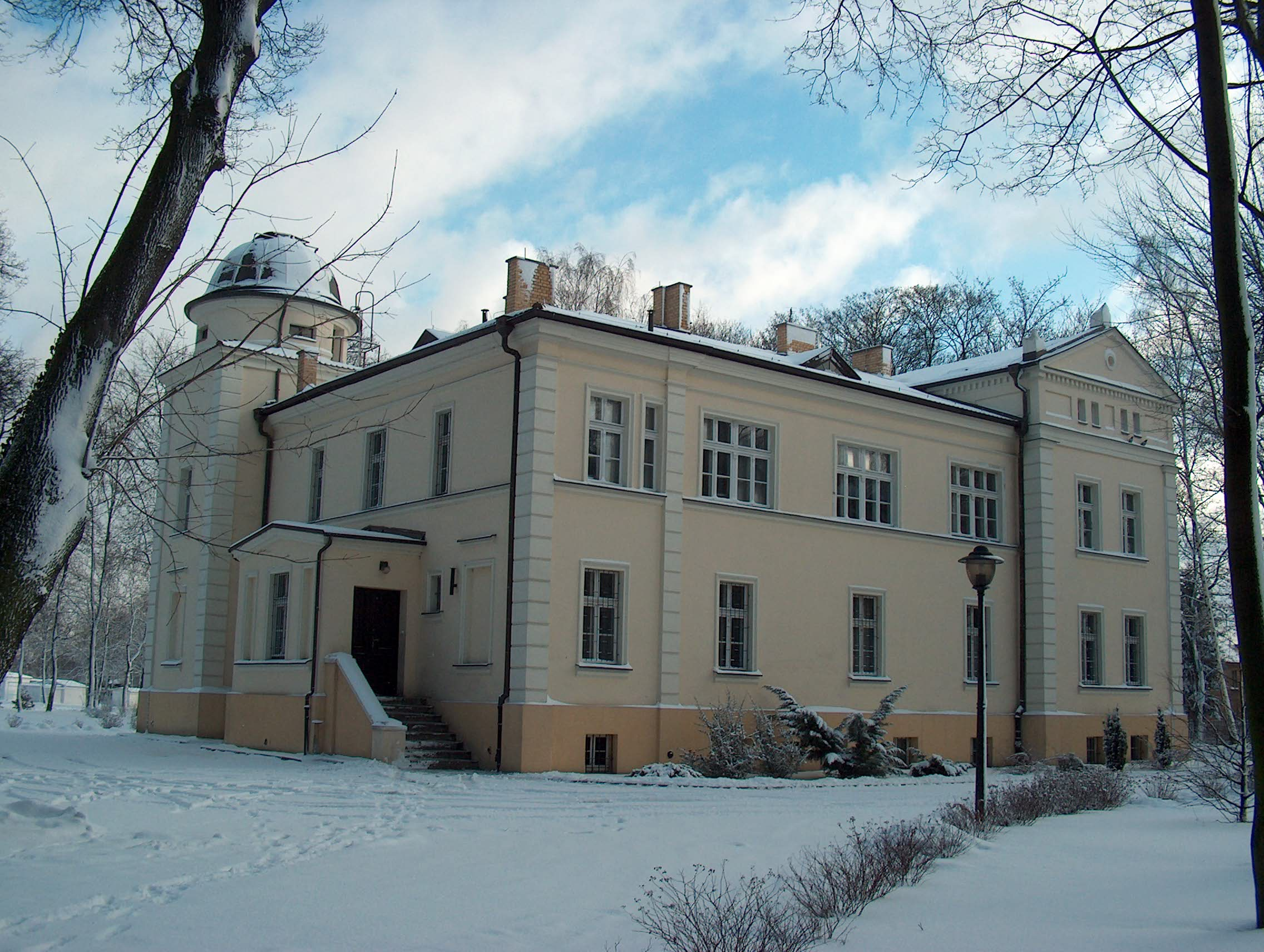
Головний корпус астрономічної обсерваторії університету імені Адама Міцкевича

## Історія
Першу астрономічну обсерваторію з кабінетом фізики в Познані заснував Юзеф Фелікс Рогалінський у 1760-х роках. Там він проводив публічні лекції для мешканців міста.
У 1906 році ректор Прусської королівської академії в Познані запропонував організувати астрономічну обсерваторію в Познані і попросив Казімежа Граффа, відомого польського астронома, який працював в обсерваторії Гамбург-Бергедорф, виконати це завдання. Графф відмовився, але допоміг ректору Академії з придбанням обладнання - 9,5-сантиметрового рефрактора, хронометру та хронографа. Пізніше ці речі були передані професору Альфреду Денізоту, керівник кафедри фізики Познанського університету.
У 1919 році, після офіційного заснування Польського університету в Познані, ректор Геліодор Свєнціцький знову запропонував Казімєжу Граффу організувати університетську астрономічну обсерваторію та взяти на себе управління нею. Графф прийняв пропозицію і почав інтенсивну організаційну роботу. Для обсерваторії він обрав будівлю «Вілла  Гурцин», що знаходилась на вул. Палача 63, в 2 км від границь міста. Він також запропонував розмістити спостережні прилади в 30 км за містом, на моренних пагорбах Мосіни, що так і не було здійснено з фінансових причин. Він придбав багато астрономічних інструментів та книг, а також подарував університету значну частину власної бібліотечної колекції.
У 1920 році, після початку польсько-радянської війни, матеріальне становище університету значно погіршилося, що значно ускладнило організаційну роботу в новозбудованій обсерваторії. Зростаючі проблеми, а також льготи, запропоновані Граффу Гамбурзьким університетом (наприклад, звільнення з викладацької діяльності), призвели до того, що в 1921 році він остаточно відмовився зайняти посаду керівника Познанської обсерваторії, хоч і продовжив пізніше допомагати своїм наступникам в організації обсерваторії.
Восени 1921 року по рекомендації професора Тадеуша Баначєвича на посаду заступника професора астрономії та керівника новоствореної обсерваторії було запрошено Богдана Залеського, який прибув з Миколаївської обсерваторії з України. 15 січня 1922 року він офіційно прийняв керівництво Познанською обсерваторією. У цьому ж році тут відкрився перший астрономічний кабінет, в якому працювало 5 осіб. Дослідження, що проводилися в обсерваторії в той час, були зосереджені переважно на астрометрії.
Богдан Залеський помер у 1927 році. Після його смерті до 1929 року завідувачем обсерваторії був Станіслав Андрушевський, який працював штатним помічником. У 1929 році керівництво прийняв Юзеф Вітковський з Астрономічної обсерваторії Ягеллонського університету в Кракові. Відтоді заклад динамічно розвивався. Теми досліджень були розширені, включивши комети, затемнювані зорі і покриття зір. Обсерваторія отримала рефрактор Zeiss 200/3000 і астрономічний годинник Ріффлера (привезений з приватної астрономічної обсерваторії Владислава Шанявського у Пшеґалінах) та годинник Шортта (найточніший механічний годинник, який існував на той час). Восени 1929 року Познанська обсерваторія брала участь у міжнародній довготній кампанії, організованій Геодезичним комітетом Балтійських держав (вимірювання проводилися в Познані та Ризі). З 1932 року сфера наукових досліджень розширилась і охопила небесну механіку, зокрема, питання походження комет.
Під час Другої світової війни обсерваторія продовжувала наукову діяльність. Майже весь польський персонал (за винятком кількох обслуговуючих осіб) був замінений німецьким. Керівником установи спочатку був Йоахім Штоббе (один із піонерів астероїдної фотометрії), а з середини 1942 року — Гаральд Фішер (Штоббе помер після операції в Берліні на початку 1943 року).
Після закінчення війни в 1945 року обсерваторію очолив Юзеф Вітковський. Він керував обсерваторію до 1962 року. У 1962–1967 роках керівником обсерваторії був професор Фридерик Кебке - теоретиком у галузі небесної механіки і учень Вітковського. Потім заклад очолювали Ієронім Гурник (1967-1990), а Кристина Кужинська (до 1998) і колишній президент Польського астрономічного товариства Едвін Внук (до 2016). З 2016 року обсерваторію очолює Агнешка Крищинська.

## Поточний стан і досягнення
Астрономічна обсерваторія є самостійним інститутом у структурі фізичного факультету Університету Адама Міцкевича. У ній працює близько 35 співробітників.
Теми досліджень обсерваторії включають:

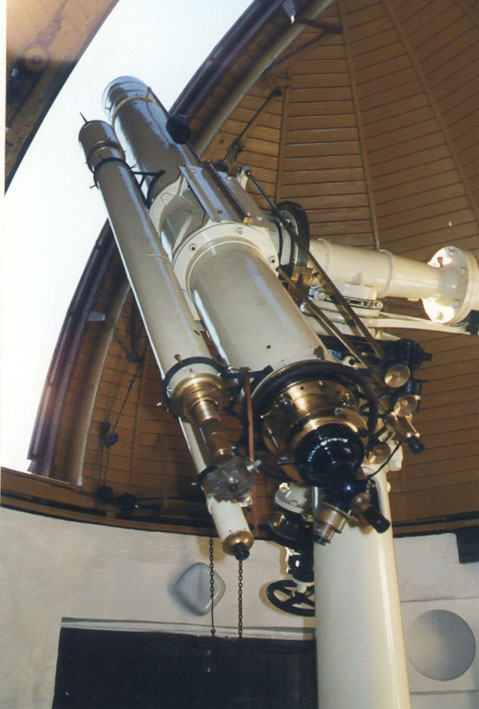
Історичний рефрактор Цейсса 200/3000 мм

- динаміка штучних супутників Землі (еволюція їхніх орбіт, проблема космічного сміття)
- динаміка малих тіл Сонячної системи (еволюція орбіт метеороїдних роїв, походження комет і збурення в їхньому русі, хмара Оорта)
- фізика астероїдів (фотометричні спостереження астероїдів, аналіз параметрів їх обертання, визначення їх фізичних моделей за кривими блиску та спостереження покриттів зір астероїдами). Дослідження астероїдів є багаторічною традицією Познанської обсерваторії. Одним із перших великих досягнень було відкриття астероїда (1572) Познанія 22 вересня 1949 року, який став першим астероїдом, відкритим у польськими астрономами[3]. На знак визнання трьох познанських астрономів, які зараз працюють в обсерваторії, три раніше безіменні астероїди були названі Міхаловський, Квятковський і Крищинська.
- зоряна астрофізика (спектроскопічні спостереження подвійних і пульсуючих зір, визначення радіальних швидкостей).

Більшість наукових спостережень наразі проводяться за допомогою приладів, розташованих за межами Познані — у Борувці в 20 км від міста і в обсерваторії Вінер в Аризоні.
Крім суто наукової діяльності, Обсерваторія також займається популяризацією науки: приймає шкільні екскурсії, організовує щомісячні відкриті лекції, Дні відкритих дверей, Ніч дослідників тощо.
Обладнання обсерваторії включає:

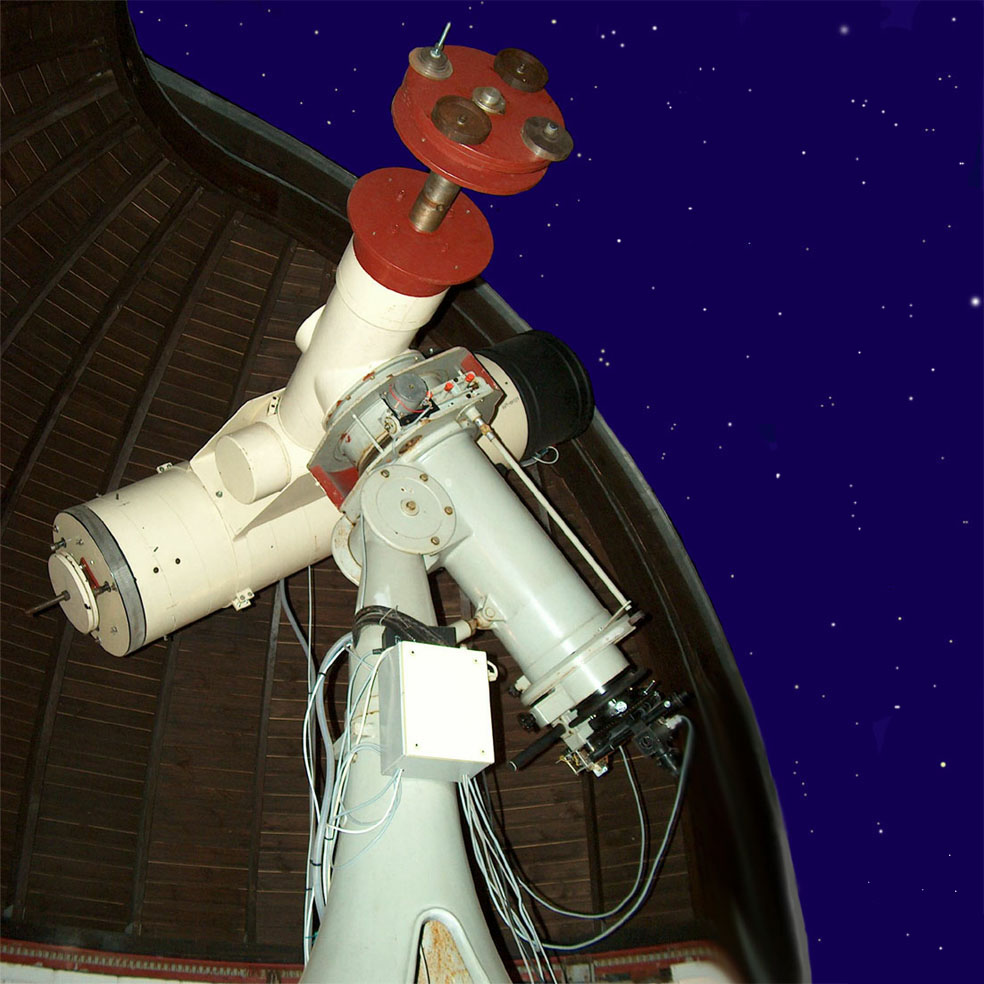
Фотометричний телескоп діаметром 0,4м

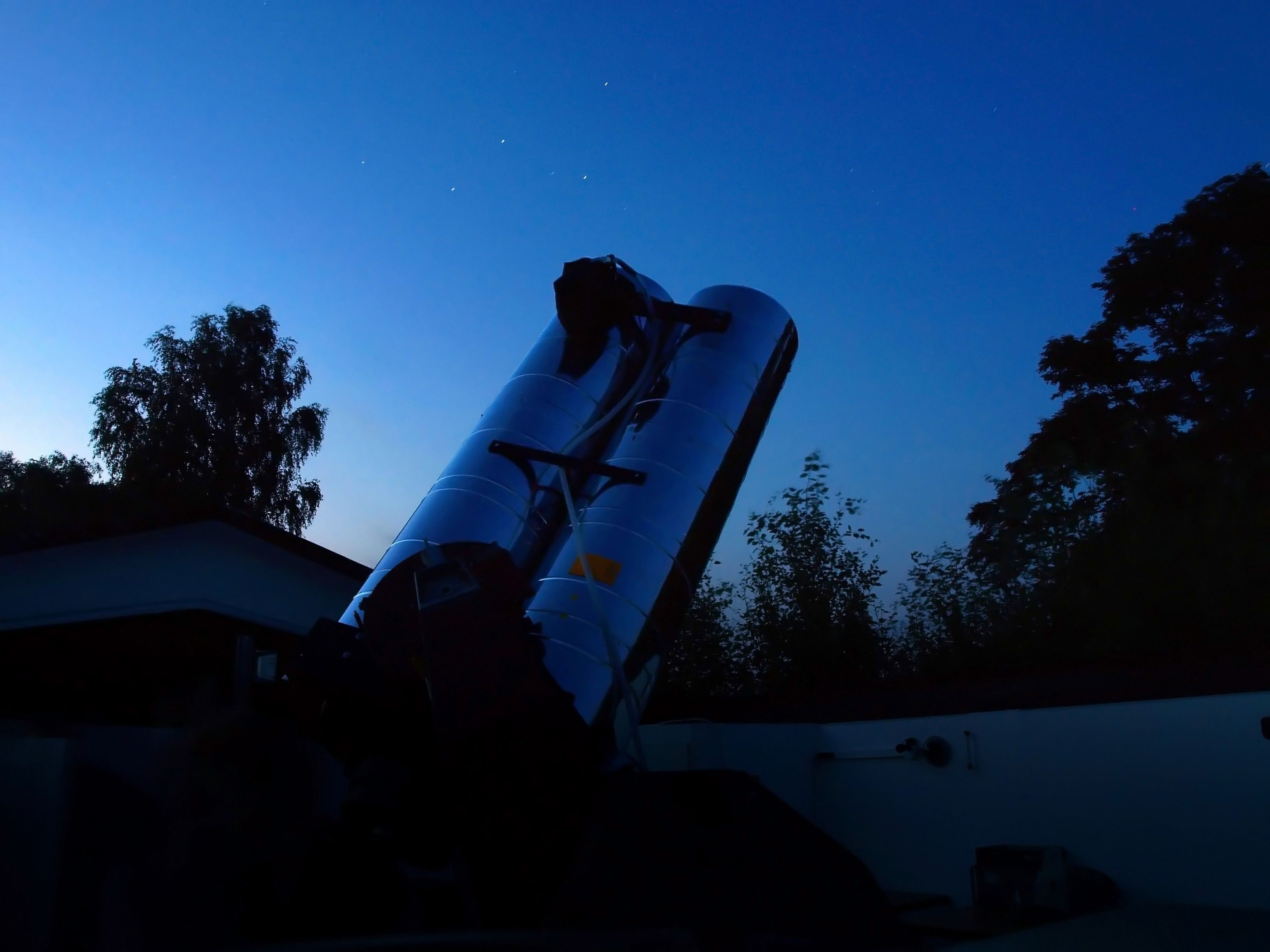
Спектроскопічний телескоп 2×0,5 м «PST1»

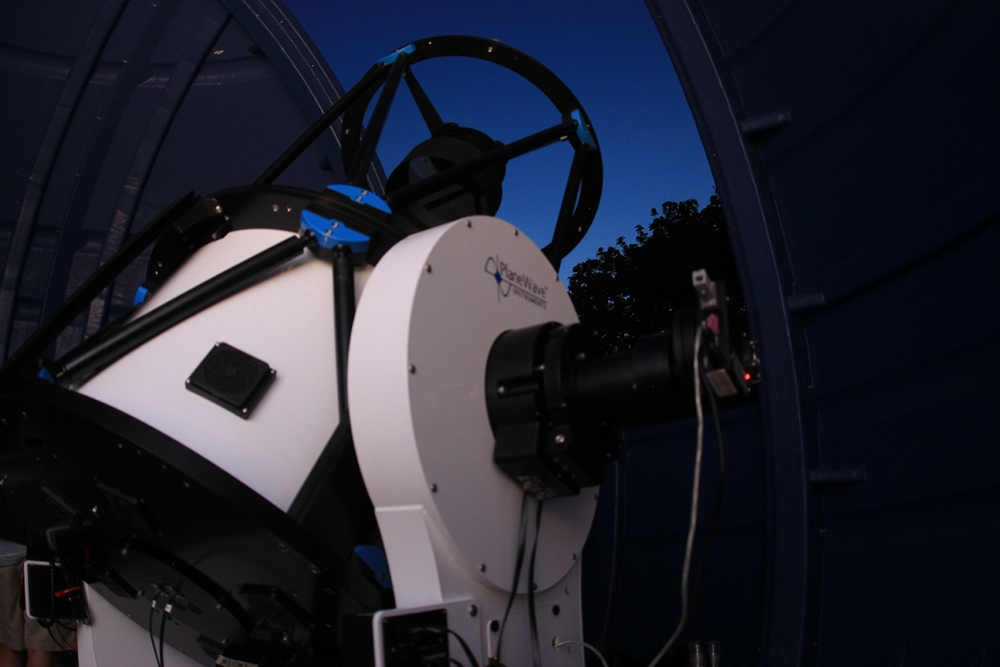
Спектроскопічний 70-сантиметровий телескоп PST2

- Познанський фотометричний телескоп — ньютонівський рефлектор з діаметром дзеркала 40 см (розташований на астрономічній станції в Борівці)
- Познанський спектроскопічний телескоп 1 (PST1) — подвійний ньютонівський рефлектор з діаметром дзеркала 2 x 50 см, приєднаний до оптоволоконного спектрографа з роздільною здатністю R=35000 (на астрономічній станції в Боровці)
- Познанський спектроскопічний телескоп 2 (PST2) — рефлектор з діаметром дзеркала 70 см,, приєднаний до оптоволоконного спектрографа з роздільною здатністю R=40000. З 2013 року знаходиться в обсерваторії Вінер в Аризоні (США), де працює на дистанційному керуванні через інтернет.
- Познанський супутниковий телескоп 3 (PST3) — набір з п'яти телескопів, основним з яких є рефлектор діаметром 70 см, розташований у Халіні біля Серакова
- Рефлектор Кассегрена з діаметром дзеркала 35 см, розташований у Познані (під куполом на головному корпусі обсерваторії)
- Рефлектор Міда системи Річі-Кретьєна-Chrétien RCX-400 з діаметром дзеркала 35 см (у Познані, в парку біля Обсерваторії)
- Історичний рефрактор Цейсса 200/3000 мм (у Познані, в парку біля Обсерваторії)
- Кілька менших інструментів, які, в основному, використовуються для навчальних цілей.

Крім того, в обсерваторії є кілька історичних приладів (зокрема, меридіанне коло Репсольда) та історичні астрономічні годинники. Серед годинників найціннішою реліквією є повністю справний годинник Шортта № 30. У 1922—1956 роках у світі було випущено близько 100 таких годинників, із них чотири екземпляри збереглися донині в Польщі.

## Будівля (садиба Палачів)
Місцем розташування обсерваторії є садиба, побудована близько 1880 року, і флігель з двосхилим дахом. До кута прилягає вежа, пристосована для спостережень (купол з астрономічним обладнанням). Історія садиби незвичайна для Великопольщі – вона ніколи не була шляхетським чи магнатським будинком. Вона належала заможній селянській родині Палачів, які не тільки успішно господарювали (маєток сягав 130 га), а й вирізнялися сильним польським патріотичним настроєм. У 1896 році маєтком володів доктор Людвік Рековський, який у 1902  продав його Максу Йохову, який, у свою чергу, передав його Комісії з колонізації. Після Першої світової війни будівля стала власністю Польської осадової канцелярії, у якої її придбав (для суспільних потреб) настоятель Лазарської парафії отець Малінський. Однак на прохання тодішнього ректора Познанського університету він відмовився від права купівлі та передав будівлю університету. У рамках пристосування будівлі під обсерваторію на початку 1920-х років вежу підняли і встановили на ній оглядовий купол, а потім до основної частини будівлі, накритої трисхилим дахом, надбудували поверх.